# Radical 175

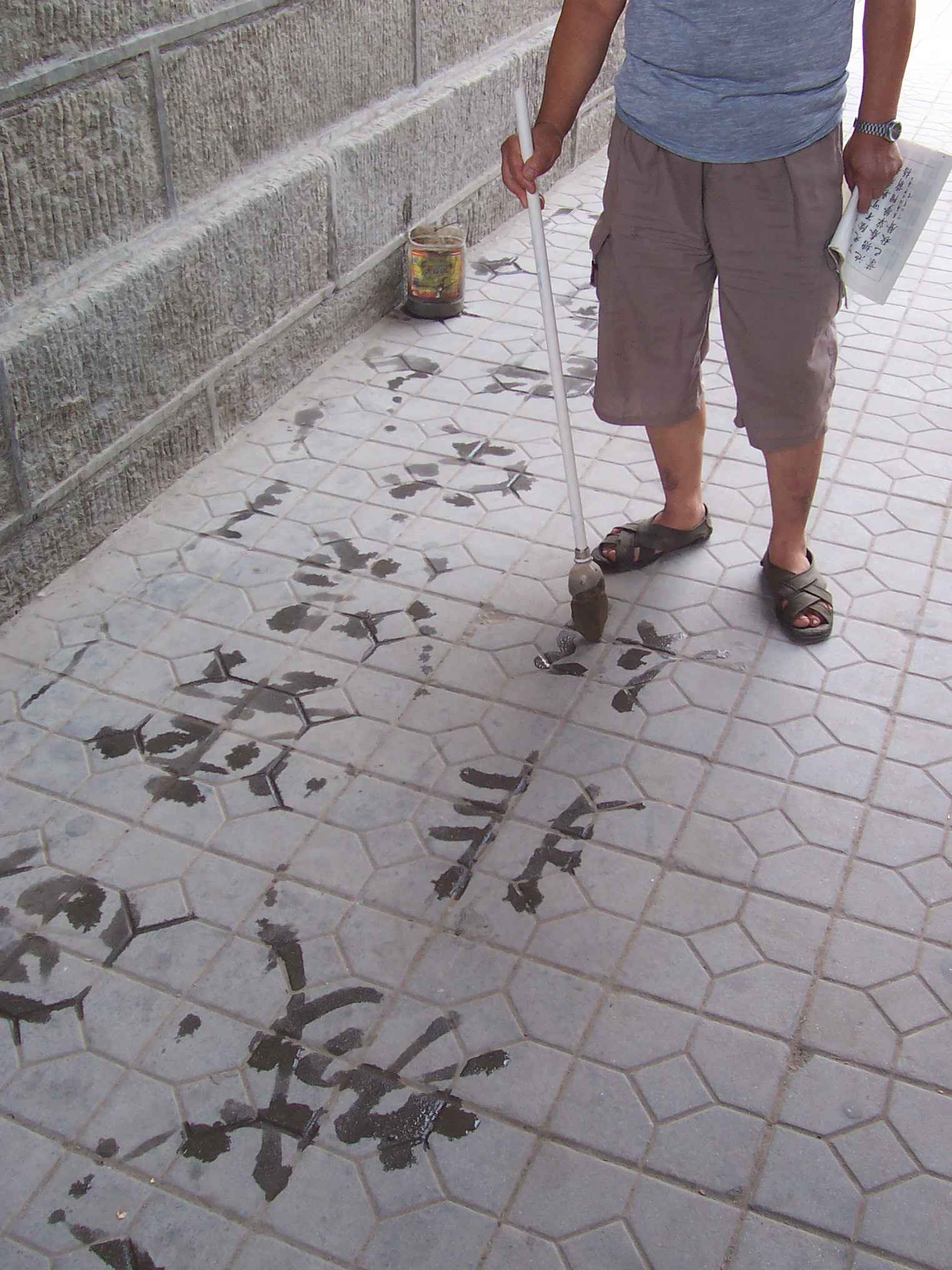
Radical 175 (au centre), tracé par l’eau en calligraphie

Le radical 175, qui signifie « erroné », est un des 9 des 214 radicaux chinois répertoriés dans le dictionnaire de Kangxi composés de huit traits.
Le caractère Unicode de 非 est 975E.

## Caractères avec le radical 175
| nombre de traits          | caractères |
| ------------------------- | ---------- |
| Sans trait supplémentaire | 非         |
| 4 traits supplémentaires  | 靟 韮      |
| 7 traits supplémentaires  | 靠         |
| 11 traits supplémentaires | 靡         |